# Houston Street (Manhattan)
Pour les articles homonymes, voir Houston Street.
Houston Street est l'une des plus importantes rues de New York, puisqu'elle est l'une des rares à être à double sens (les grands axes nord-sud sont des avenues). 

## Situation et accès
Cette voie de l'arrondissement de Manhattan, est située dans Downtown (quartier sud) et relie d'ouest en est l'Hudson River à l'East River. Elle correspond en outre à la frontière entre le Greenwich Village et SoHo (qui signifie South of Houston Street) à l'ouest, NoHo au nord (qui signifie North of Houston Street) et entre l'East Village et la Lower East Side à l'est. 

## Origine du nom
Houston Street porte le nom de William Houstoun (en), qui était un délégué de l'État de Géorgie au Congrès continental de 1784 à 1786 et au Congrès de la Confédération en 1787. 
L'orthographe actuelle du nom est une corruption : la rue apparaît comme « Houstoun » dans le procès-verbal du conseil municipal de la ville de 1808 et la carte officielle dessinée en 1811 pour établir le quadrillage des rues qui est toujours d'actualité. À cette époque, le héros texan Samuel Houston, dont on dit parfois à tort que la rue a été nommée, était un adolescent inconnu du Tennessee.

## Historique
La rue a été baptisée par Nicolas Bayard (né en 1736), dont la fille, Mary Bayard (née en 1766), a épousé William Houstoun (en) en 1788. Le couple s'est rencontré alors que Houstoun, membre d’une ancienne famille aristocratique écossaise, siégeait au Congrès. Nicolas Bayard a coupé la rue à travers une parcelle qu'il possédait à proximité de Canal Street dans laquelle il vivait, et la ville l'a ensuite étendue pour inclure North Street, la frontière nord de l'est de New York au début du XIXe siècle. 
Houston Street marque la limite sud du plan hippodamien de Manhattan imaginé lors du Commissioners' Plan de 1811, dans lequel la plupart des rues et des avenues sont numérotées.